# Langeliniepavillonen m.m.
Langeliniepavillonen m.m. er dokumentariske optagelser af området omkring Langelinie i Københavns Havn. Filmen er optaget af Nordisk Films Kompagni.

## Handling
København. Scener fra området omkring Langelinie. Kastellet. Vagten saluterer cyklende officer. Hjuldamperfærgen "Kjøbenhavn" kommer ind i havnen med jernbanevogne ombord. Pan over Langeliniepavillonen. Prinsesse Maries buste. Damer promenerer for pavillonen. Skibe i havnen. Færge forlader sit leje. Kraner og skibe i havnen.